# Helena Ducena Angelina
Helena Ducena Angelina (em grego: Ἑλένη Δούκαινα Άγγελίνα; romaniz.: Helene Doukaina Angelina; em sérvio: Jelena Duka Anđel) foi uma nobre grega da Tessália e rainha-consorte da Sérvia. Seus pais eram João I Ducas (r. 1268–1289) e sua esposa Hipomona (filha do chefe tessálio valaco Tarona). Em ca. 1273/1276, Helena casou-se com o rei Estêvão Milutino (r. 1282–1321), mas Milutino abandonou-a em ca. 1283.